# Прича о талантима
Прича о талантима  (или прича о минама) је Исусова алегоријска прича о господару који одлази на пут поверивши слугама новац, да би по повратку неке казнио а неке наградио.
Забележена у канонским јеванђељима по Матеју и Луки. Разлика између Матеја и Луке је значајна, па ове две верзије можда не потичу из истог извора. Варијанта ове приче такође постоји у неканонском Јеванђељу по Хебрејима.
У Јеванђељу по Матеју, уводне речи су изгледа повезане са причом о десет девица, која јој непосредно претходи.

## Прича

### По Матеју
Еванђеље по Матеју наводи следећу верзију приче:

### По Луки
Еванђеље по Луки наводи следећу верзију приче:

### По Хебрејима
Јеванђеље по Хебрејима је данас највећим делом изгубљено, па изворни запис приче није сачуван. Евсевије Цезарејски преноси да у Јеванђељу по Јеврејима најгоре пролази не онај који је сакрио таланат већ онај који је живео распусно. Наиме, од њих тројице, један је расипао имовину свог господара са блудницама и свирачицама, други је умножио приходе, а трећи је сакрио таленат.

## Историјски контекст
Таланат (или таленат) је био јединица мере (отприлике 26,2 kg) и уједно највећа новчана вредност код Хелена и на хеленистичком истоку. Сребрни таланат је вредео око 6.000 денариуса. Обзиром да је денариус био уобичајена радничка дневница, таланат је отприлике вредео двадесет година рада обичног човека.
Код Луке се појављује заплет којег нема код Матеја, наиме да се део грађана побуни против владара у одсуству. Одавно је примећено да постоје паралеле између Лукиног писања и историјских списа Јосифа Флавија. Човек који путује у далеку земљу да прими краљевство, се може повезати са путовањем Херода Архелаја у Рим како би примио краљевство. Јосиф наводи детаље који као да одјекују у Лукиној причи. Јосиф Флавије описује како су Јевреји послали изасланике Августу, док је Архелај путовао за Рим, да се жале како не желе Архелаја за владара. Када се Архелај вратио, наредио је да 3000 његових непријатеља буду изведени пред храм у Јерусалиму, где су заклани.

## Тумачења
Традиционално, парабола о талентима је виђена као подстицај Исусовим ученицима да користе своје Богом дане дарове ("таленте" у свакодневном смислу) у служби Богу, и да преузимају ризик ради Царства Божјег. Неуспех у коришћењу нечијих талената, парабола каже, ће резултовати осудом. Из овог традиционалног тумачење је вероватно и потекло значење речи таленат у смислу способности или вештине.
Јоахим Јеремијас сматра да изворни смисао приче уперен против писара (књижевника) који су својим ближњима ускратили учешће у божјим даровима. По његовом мишљењу, Исус поручује да ће ови књижевници ускоро бити позвани на одговорност за оно што су урадили са Речју Божјом која им је била поверена.
Вилијам Херцог, у складу са теологијом ослобођења, опис власника који „жање где није сејао“ узима дословно. Према Херцоговом читању, трећи слуга је "дувач у пиштаљку" који разоткрива радости господара као профит од експлоатације радника протраћен на неумерености. Он је кажњен зато што говори истину, а не због неуспеха да направи профит. За Херцога, поента приче је потреба за солидарношћу приликом суочавања са неправдом.